# Уортон, Джозеф (предприниматель)
Джозеф Уортон (3 марта 1826, Филадельфия, США — 11 января 1909, Филадельфия, США) — американский предприниматель и филантроп, основатель бизнес-школы Уортона при Университете Пенсильвании, один из основателей компании Bethlehem Steel.
В честь Джозефа Уортона назван один из заповедников США.